# Pacific Airlines
Pacific Airlines – wietnamska tania linia lotnicza z siedzibą w Ho Chi Minh. Głównym węzłem jest Port lotniczy Tân Sơn Nhất. W latach 2008–2020 przewoźnik działał pod nazwą Jetstar Pacific Airlines.

## Flota

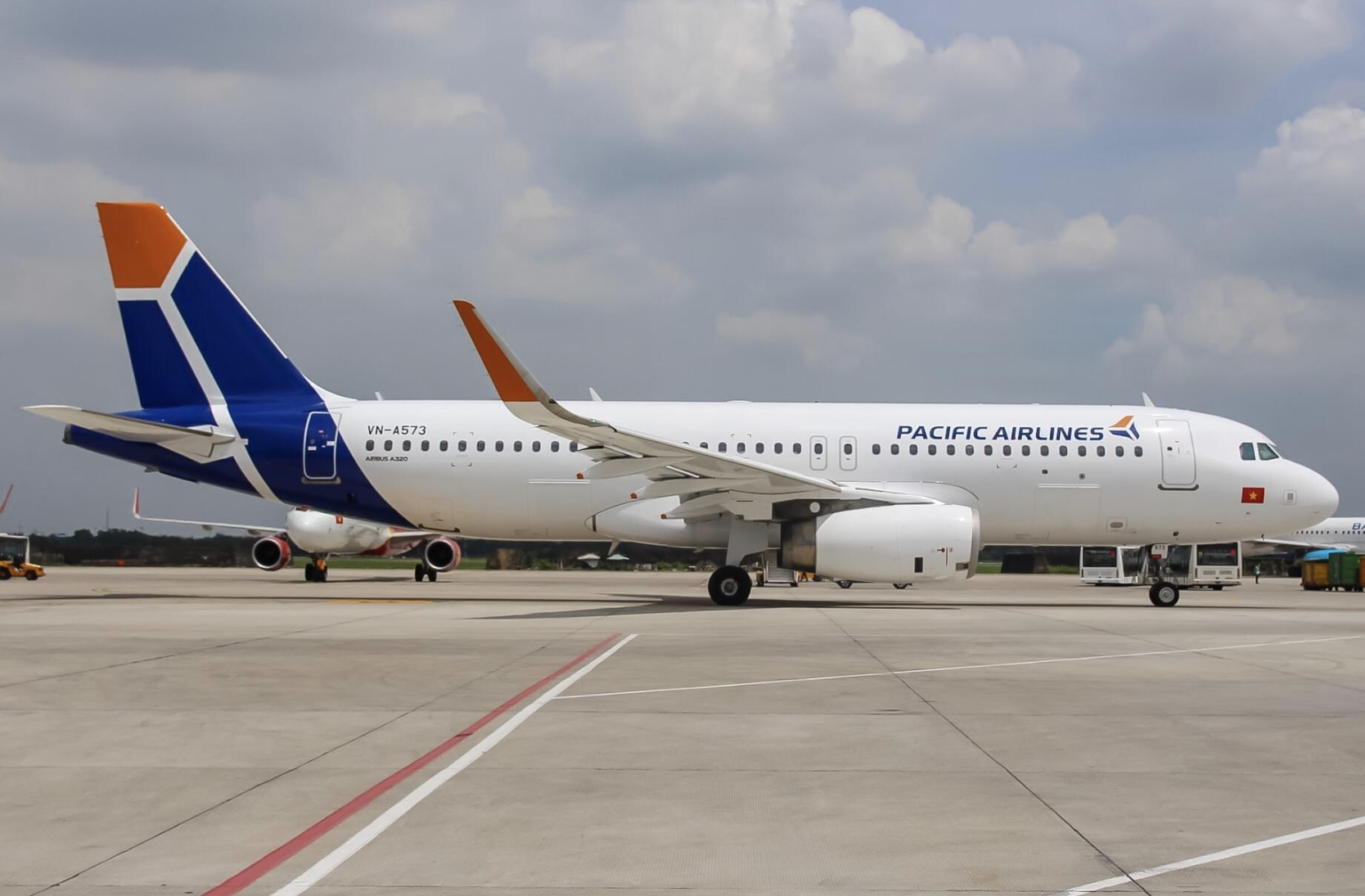
Wycofany Airbus A320 w barwach przewoźnika

Według stanu na grudzień 2024 flota Pacific Airlines składała się z 3 samolotów o średnim wieku 16,1 lat:
| Samolot         | Samolot | Samolot   | Liczba miejsc | Liczba miejsc | Liczba miejsc | Uwagi                          |
| Model           | Aktywne | Zamówione | B             | E             | Łącznie       | Uwagi                          |
| --------------- | ------- | --------- | ------------- | ------------- | ------------- | ------------------------------ |
| Airbus A321-200 | 3       | -         | 16            | 168           | 184           | W leasingu od Vietnam Airlines |
| Airbus A321-200 | 3       | -         | 8             | 195           | 203           | W leasingu od Vietnam Airlines |
| Łącznie         | 3       | 0         |               |               |               |                                |